# Ubi pus evacua
Ubi pus evacua of ubi pus, ibi evacua, Latijn voor "waar etter zit, verwijderen", is een medisch aforisme dat aangeeft dat de beste handelwijze bij aantonen van etter (pus) vrijwel zonder uitzondering is om deze te draineren, meestal door een insnijding oftewel incisie.
Meer algemeen gezegd: Als er iets niet goed is, dan moet je ingrijpen.